# Matarō Nagayo
Baron Matarō Nagayo (jap. 長與 又郎 Nagayo Matarō; ur. 6 kwietnia 1878 w Tokio, zm. 16 sierpnia 1941) – japoński lekarz patolog, przewodniczący Japońskiego Towarzystwa Badań nad Nowotworami.

## Życiorys
Urodził się 6 kwietnia 1878 w Tokio jako trzeci syn lekarza Sensai Nagayo. Uczęszczał do szkoły medycznej Tokijskiego Uniwersytetu Cesarskiego, studia ukończył w 1904.
Od 1905 był asystentem na uniwersytecie. W 1907 wyjechał dzięki rządowemu stypendium do Niemiec, gdzie studiował patologię u Ludwiga Aschoffa na Uniwersytecie we Fryburgu. W 1909 powrócił do Japonii, został docentem, a w 1911 profesorem patologii. W 1933 został dziekanem wydziału medycznego Uniwersytetu Tokijskiego. Od 1938 profesor emeritus.